# Psylliodes brisouti
Psylliodes brisouti är en skalbaggsart som beskrevs av Ernest Marie Louis Bedel 1898. Psylliodes brisouti ingår i släktet Psylliodes, och familjen bladbaggar. Arten är reproducerande i Sverige.